# Шејди Хилс (Флорида)
Шејди Хилс (енгл. Shady Hills) насељено је место без административног статуса у америчкој савезној држави Флорида.

## Демографија
По попису из 2010. године број становника је 11.523, што је 3.725 (47,8%) становника више него 2000. године.
| Група             | 2000.         | 2010.          |
| Белци             | 7.322 (93,9%) | 10.447 (90,7%) |
| Афроамериканци    | 44 (0,6%)     | 83 (0,7%)      |
| Азијати           | 14 (0,2%)     | 57 (0,5%)      |
| Хиспаноамериканци | 304 (3,9%)    | 748 (6,5%)     |
| Укупно            | 7.798         | 11.523         |